# Eugeni Campllonch
Eugeni Campllonch i Parés (Villafranca del Panadés, 1870-Buenos Aires, 1950) fue un arquitecto modernista español.

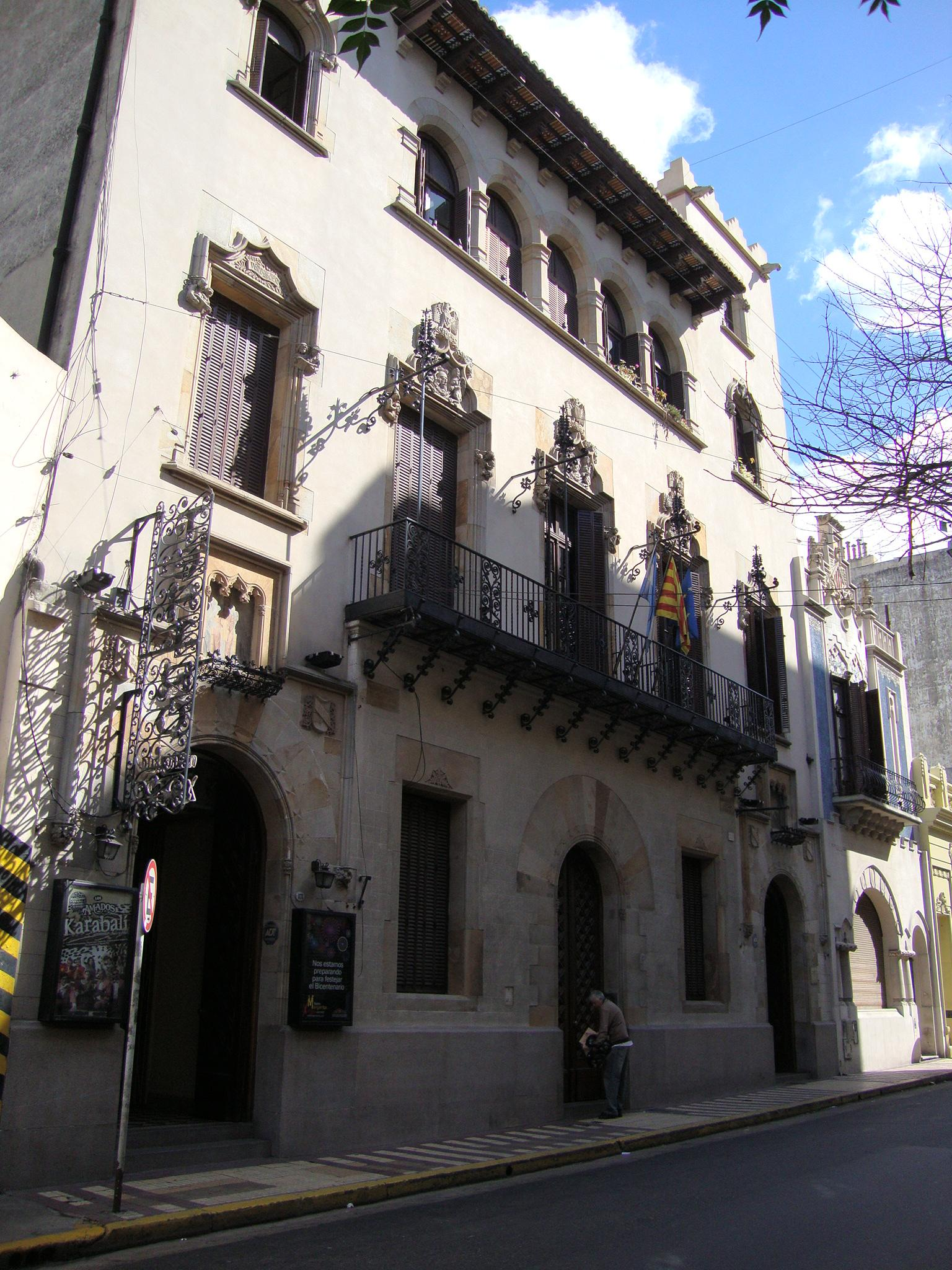
Casal de Catalunya en Buenos Aires

Estudió en la Escuela Técnica Superior de Arquitectura de Barcelona, donde se tituló en 1893. Fue arquitecto municipal de Villafranca del Panadés (1904-1910), donde fue autor de la casa Vidal Folquet (1899), la Electra Vilafranquesa (1901), la casa Torras (1908), la fachada del Ayuntamiento (1909) y la casa Jané Alegret (1909). En Gerona realizó la casa Franquesa (1901), así como un proyecto de ensanche de la ciudad (1909). Fue autor también del Hospital de San Antonio Abad en Arbós.
Posteriormente marchó a Argentina, donde fue autor del Casal de Cataluña en Buenos Aires (1928), en un estilo historicista que recogía diversas de las soluciones ornamentales del modernismo catalán.